# К-132 «Иркутск»
К-132 «Иркутск» — российский атомный подводный ракетный крейсер проекта 949АМ «Антей», входящий в состав Тихоокеанского флота.

## История строительства
Подводная лодка К-132 была зачислена в списки кораблей флота 3 марта 1984 года. Корабль был заложен 8 мая 1985 года на Севмаше, спущен на воду 29 декабря 1987 года, в 1988 году прошёл ходовые и государственные испытания. Вошёл в строй 30 декабря 1988 года. В 1989 году включён в состав 11-й дивизии подводных лодок Северного флота с базированием на Западную Лицу.

## История службы
21 июля 1990 года К-132 у острова Медвежий выполнил погружение на глубину 460 метров. С 30 августа по 27 сентября того же года совершил подлёдный переход через Арктику из Заозёрска в Вилючинск. 29 октября вошёл в состав 10-й дивизии подводных лодок Тихоокеанского флота.
В 1992 году К-132 впервые на Тихоокеанском флоте выполнил стрельбу двумя ракетами П-700 «Гранит». 13 апреля 1993 года получил имя «Иркутск» и установил шефские связи с Иркутском. Так как образца герба Иркутска в Вилючинске не нашлось, то на рубке был изображён полосатый зверь, держащий в зубах омуля. Иркутские моряки-срочники отбирались для службы на К-132 из наиболее подготовленных призывников, а масштабы материальной помощи в значительной части покрывали бытовые нужды членов экипажа и их семей. В первой половине 1990-х «Иркутск» был одной из самых боеготовых подводных лодок соединения, неоднократно выходя в океан для слежения за авианосными ударными группами США. Службу на «Иркутске» прошли более 180 уроженцев Иркутска, некоторые из них входят в экипаж на контрактной основе.
23 мая 1996 года «Иркутск» и К-456 «Вилючинск» совершили групповую стрельбу крылатыми ракетами по одной цели. В 1996 году К-132 в составе тактической группы завоевал приз Главнокомандующего ВМФ по ракетной подготовке.
В 1997 году «Иркутск» выведен в резерв и поставлен на прикол в ожидании среднего ремонта. В ноябре 2001 года «Иркутск» под управлением экипажа К-186 «Омск» прибыл в Большой Камень на ДВЗ «Звезда».

### Ремонт и модернизация
В 2008 году начат ремонт, причём сперва планировалось проведение среднего ремонта, затем заказчик исправил техническое задание на «восстановление технической готовности» с уменьшением финансирования. По словам директора ДВЗ «Звезда», Андрея Рассомахина в интервью от 29 августа 2008 года: на ремонт требуется около 6 миллиардов рублей, при стоимости нового корабля 40-50 миллиардов, и заложенное в государственном контракте финансирование следует считать недостаточным.
7 декабря 2013 года Дальневосточный завод «Звезда» объявил о начале модернизации атомной подводной лодки К-132 «Иркутск». Проект модернизации был подготовлен Санкт-Петербургским конструкторским бюро морской техники «Рубин». В ноябре 2013 года комиссия завода «Звезда» утвердила этот проект, подписав с «Рубином» соглашение. Согласно документации, на все работы предполагается потратить 12 млрд рублей. В общей сложности 27 предприятий-подрядчиков «Рубина» примут участие в проекте. Среди них: ОАО Концерн «Моринформсистема-Агат», ОАО Концерн НПО «Аврора», ФГУП ЦНИИ конструкционных материалов «Прометей» и ОАО ЦКБ «Лазурит». По программе модернизации будет обновлено ударное вооружение, навигационное оборудование и другие системы, а также укреплён корпус лодки.
Так, «Иркутск» вместо ракет комплекса «Гранит» получит ракеты более современного комплекса «Оникс», а также «Циркон» более защищённых от радиопомех и более скрытных для радаров противника. Также будут заменены системы радиотехнического, гидроакустического, навигационного вооружения и ряд систем жизнеобеспечения. В результате, лодка будет обладать более совершенными характеристиками и ударной мощью.
По информации сайта госзакупок, лодку оснастят двумя электрохимическими системами регенерации воздуха «Астра-35-2М» (868 млн рублей), изделием «3Р-14ПН» (1,677 млрд рублей) и корабельной системой управления технических средств «Сталь-949АМ» (2,271 млрд рублей).
К-132 «Иркутск», который модернизируется на Дальневосточном заводе «Звезда», вернется в состав Тихоокеанского флота в 2019 году, сообщает Интерфакс-АВН со ссылкой на источник в кораблестроительной отрасли. «Крейсер „Иркутск“ модернизируется на „Звезде“ по проекту 949АМ. Корабль сможет вернуться в строй на два года позже намеченного срока».
О начале ремонта «Иркутска» в пресс-службе предприятия сообщили лишь 30 июля 2019 года: «… в плановом порядке ведутся работы по дефектовке и ремонту судовой арматуры … , общекорабельных устройств, рулевых приводов. Срок сдачи АПЛ определён на 2022 год».
Заместитель министра обороны Алексей Криворучко в ходе рабочей поездки посетил предприятия оборонно-промышленного комплекса Дальнего Востока. Основная цель — проверка выполнения предприятиями государственного оборонного заказа 2019 года. Подводя итоги посещения предприятий дальневосточного судостроительного кластера, Алексей Криворучко рассказал журналистам, что АПЛ «Иркутск», модернизируемая сегодня на Дальневосточном заводе «Звезда» до уровня 949АМ, будет оснащена универсальным пусковым комплексом, который позволит использовать гиперзвуковые ракеты «Циркон». Сроки завершения ремонта К-132 и передачи его флота неоднократно переносились, назывались 2017, 2021, 2022, 2023 год, по состоянию на январь 2024 года ремонт планируется завершить в 2025 году. 26 июня 2024 года СМИ сообщили, что АПЛ «Иркутск» проекта 949АМ после ремонта и модернизации вышла на заводские ходовые испытания.

## Командиры
- 1987 Карьялайнен С. М.
- 1992 Селезнев А. В.
- 1994 Станкевич В. В.
- 1996 Жиденков И. С.
- 1998 Малявин В. А.
- 1999 Космовский В. И.
- 2004 Сытник В. Б.
- 2007 Касимов Р. Ш.
- 2009 Ковалевский С. Н.
- 2011 Изотов С. А.
- 2013 Савон В. В.